# Bryum caucasicum
Bryum caucasicum là một loài Rêu trong họ Bryaceae. Loài này được (Schimp. ex Broth.) C. J. Cox & Hedd. mô tả khoa học đầu tiên năm 2003.